# フィル・カニンガム (フォーク・ミュージシャン)
フィル・カニンガム(Phil Cunningham、MBE)は、スコットランド音楽のミュージシャンであり作曲家。1960年スコットランドエディンバラ生まれ。
彼はシリー・ウィザードや他のバンド、そして兄ジョニーとのデュオにおけるアコーディオンの演奏でもっともよく知られている。ジョニーと演奏しているときに二人はよく、兄弟二人にしかできないようなふざけ方をする。例えば、 互いにけしかけてどんどん早く弾いていく、あるいは、気楽に互いに邪魔をし合うとする。
フィルはアリ・ベインといった他の偉大なケルトミュージシャンとも共演している。

## 略歴
フィルは幼いころからアコーディオンとヴァイオリンを演奏した。彼はエディンバラ市ポートベロの学校に通った。また、モルモン教徒として育ちてられて定期的に教会に通いオルガンを弾いた。 しかしながら、15歳の時にモルモン教を離れ、今は自分自身を唯心論者であると公言している。
16歳の時、彼は兄ジョニーのグループ シリー・ウィザードに参加した。フィルはこのグループでアコーディオン、ティン・ホイッスル、ハルモニウム、ギター、シンセサイザーを演奏し、歌うと同時に、たくさんの歌を作曲した。
シリー・ウィザードの解散の後、フィルとジョニーはアイルランド人の兄妹トリーナ・ニ・ゴーナル(Tríona Ní Dhomhnaill)とミホール・オ・ドーナル(Mícheál Ó Domhnaill)と共に4人組レラティヴィティ(Relativity)として2つのアルバムを録音しツアーを行った。
その後フィルは2つのアルバムAirs & GracesとThe Palomino Waltzのリリース、および同じスコットランド音楽ミュージシャンのアリ・ベインとのいくつかの共演によってソロキャリアを成功させた。
彼はアメリカの歌手コニー・ドーヴァーと共にいくつかのアルバムをプロデュースしている。
近年、フィルはクラシック音楽や劇場音楽やテレビ番組の音楽も作曲している。1997年にはグラスゴー・ロイヤル・コンサート・ホール(Glasgow Royal Concert Hall)でのハイランド地方と島々の組曲(Highlands and Islands Suite)を初演した。
2002年、フィルはスコットランド音楽における功績に対して大英帝国勲章(メンバー)(MBE、Member of the Most Excellent Order of the British Empire)を受章した。
2007年11月27日、フィルはグラスゴー・カレドニアン大学(Glasgow Caledonian University)の卒業式にて名誉文学博士号を授与された。

## ディスコグラフィー

### ソロアルバム
- Airs & Graces (1984年)
- Palomino Waltz (1989年)

### シリー・ウィザード
- en:Caledonia's Hardy Sons (1978年)
- So Many Partings (1980年)
- Wild and Beautiful (1981年)
- Kiss the Tears Away (1983年)
- A Glint of Silver (1986年)
- Live Wizardry (1988年)

### レラティヴィティ
- Relativity (1986年)
- Gathering Pace (1987年)

### ジョニー・カニンガムとの共演
- Against the Storm (1980年)

### アリ・ベインとの共演
- The Pearl (1995年)
- The Ruby (1997年)
- Another Gem (2000年)
- Spring The Summer Long (2003年)
- Best of Aly and Phil (2004年)
- Roads Not Travelled (2006年)
- Portrait (2010年)
- Five and Twenty (2012年)

### コニー・ドーヴァーとの共演
- Somebody (1991年)
- The Wishing Well (1994年)
- If Ever I Return (1997年)
- The Border of Heaven (2000年)

### クリス・ドレヴァーとの共演
- en:Mark the Hard Earth (2010年)